# Ernest Noirot
Jean-Baptiste Ernest Noirot, (Bourbonne-les-Bains, 18 août 1851 - Bourbonne-les-Bains, 28 décembre 1913) est un acteur comique, explorateur, administrateur colonial et photographe français.

## Biographie
Ernest Noirot fut administrateur colonial au Sénégal et en Guinée française. Il fut impliqué en 1905 dans un scandale lorsque deux de ses protégés furent accusés d'extorsion de fonds et d'abus de pouvoir. Il fut suspendu de ses fonctions, puis réhabilité.
Il invente et fixe le principe des « villages noirs », zoos humains des expositions coloniales et ethnographiques.

## Distinctions
- Officier de la Légion d'honneur